# 2001-es Formula–1 brit nagydíj
A 2001-es Formula–1 világbajnokság tizenegyedik futama a brit nagydíj volt.

## Futam
|    | Rsz. | Versenyző             | Csapat           | Körök | Idő/Kiesések    | Start | Pontok |
| -- | ---- | --------------------- | ---------------- | ----- | --------------- | ----- | ------ |
| 1  | 3    | Mika Häkkinen         | McLaren-Mercedes | 60    | 1:25:33.770     | 2     | 10     |
| 2  | 1    | Michael Schumacher    | Ferrari          | 60    | 33.646          | 1     | 6      |
| 3  | 2    | Rubens Barrichello    | Ferrari          | 60    | 59.281          | 6     | 4      |
| 4  | 6    | Juan Pablo Montoya    | Williams-BMW     | 60    | +1:08.772       | 8     | 3      |
| 5  | 17   | Kimi Räikkönen        | Sauber-Petronas  | 59    | +1 Kör          | 7     | 2      |
| 6  | 16   | Nick Heidfeld         | Sauber-Petronas  | 59    | +1 Kör          | 9     | 1      |
| 7  | 11   | Heinz-Harald Frentzen | Jordan-Honda     | 59    | +1 Kör          | 5     |        |
| 8  | 10   | Jacques Villeneuve    | BAR-Honda        | 59    | +1 Kör          | 12    |        |
| 9  | 18   | Eddie Irvine          | Jaguar-Cosworth  | 59    | +1 Kör          | 15    |        |
| 10 | 14   | Jos Verstappen        | Arrows-Asiatech  | 58    | +2 Kör          | 17    |        |
| 11 | 22   | Jean Alesi            | Prost-Acer       | 58    | +2 Kör          | 14    |        |
| 12 | 19   | Pedro de la Rosa      | Jaguar-Cosworth  | 58    | +2 Kör          | 13    |        |
| 13 | 7    | Giancarlo Fisichella  | Benetton-Renault | 58    | +2 Kör          | 19    |        |
| 14 | 15   | Enrique Bernoldi      | Arrows-Asiatech  | 58    | +2 Kör          | 20    |        |
| 15 | 8    | Jenson Button         | Benetton-Renault | 58    | +2 Kör          | 18    |        |
| 16 | 21   | Fernando Alonso       | Minardi-European | 57    | +3 Kör          | 21    |        |
| Ki | 5    | Ralf Schumacher       | Williams-BMW     | 36    | Motor           | 10    |        |
| Ki | 23   | Luciano Burti         | Prost-Acer       | 6     | Motor           | 16    |        |
| Ki | 4    | David Coulthard       | McLaren-Mercedes | 2     | Felfüggesztés   | 3     |        |
| Ki | 12   | Jarno Trulli          | Jordan-Honda     | 0     | Ütközés         | 4     |        |
| Ki | 9    | Olivier Panis         | BAR-Honda        | 0     | Ütközés         | 11    |        |
| Nk | 20   | Tarso Marques         | Minardi-European | -     | 107%-os szabály |       |        |

## A világbajnokság élmezőnyének állása a verseny után
| H  | Versenyzők         | Pont | H  | Konstruktőrök    | Pont |
| -- | ------------------ | ---- | -- | ---------------- | ---- |
| 1. | Michael Schumacher | 84   | 1. | Ferrari          | 118  |
| 2. | David Coulthard    | 47   | 2. | McLaren-Mercedes | 66   |
| 3. | Rubens Barrichello | 34   | 3. | Williams-BMW     | 46   |
| 4. | Ralf Schumacher    | 31   | 4. | Sauber-Petronas  | 19   |
| 5. | Mika Häkkinen      | 19   | 5. | Jordan-Honda     | 15   |

## Statisztikák
Vezető helyen:
- Michael Schumacher: 4 (1-4)
- Mika Häkkinen: 53 (5-21 / 25-60)
- Juan Pablo Montoya: 3 (22-24)

Mika Häkkinen 19. győzelme, 24. leggyorsabb köre, Michael Schumacher 40. pole-pozíciója.
- McLaren 133. győzelme.